# Manuel Ávila Camacho
Manuel Ávila Camacho va néixer a Teziutlán, Puebla, el 24 d'abril de 1897. Va ser president constitucional de Mèxic de 1940 a 1946. Va morir a La Herradura, Estat de Mèxic, el 13 d'octubre de 1955.

## Trajectòria
Va participar en la revolució des de 1914. Va combatre les rebel·lions per Victoriano Huerta, la Guerra Cristera i altres en la dècada de 1920. Va desenvolupar la seva carrera militar i política sota la tutela de Lázaro Cárdenas, amb qui s'obstino com a secretari de Guerra i Marina durant el seu mandat. El seu sexenni va estar marcat pel desenvolupament de la Segona Guerra Mundial. A més del fet que Mèxic es va convertir en aliat militar dels Estats Units, l'economia de guerra va afavorir l'enlairament industrial del país. La situació de conflicte va justificar una política d'unitat nacional, de control sobre els moviments socials i de fre a les reformes impulsades pels seus antecessors; així, per exemple, es va donar per acabat el repartiment agrari i es va eliminar l'educació socialista. El creixement econòmic va permetre la creació d'importants institucions com l'Instituto Mexicano del Seguro Social, els instituts nacionals de Cardiologia i de Nutrició, així com l'Hospital Infantil.